# Tomás de Torquemada
Tomás de Torquemada (Valladolid, 14 ottobre 1420 – Avila, 16 settembre 1498) è stato un religioso spagnolo, primo grande inquisitore dell'Inquisizione spagnola, priore del convento domenicano della Santa Cruz di Segovia e confessore dei re cattolici, Isabella di Castiglia e Ferdinando II d'Aragona.

## Biografia
Torquemada nacque a Valladolid nel 1420. Discendeva da una famiglia di ebrei convertiti (conversos) ed era nipote del cardinale Juan de Torquemada, secondo quanto riportato dal suo contemporaneo Hernando del Pulgar, anch'egli converso. In giovane età divenne frate domenicano e priore del convento Santa Cruz a Segovia. Nell'ottobre 1483 fra Tomás venne nominato dai re cattolici inquisitore generale per la Castiglia, l'Aragona, il León, la Catalogna e Valencia, in base all'autonomia nella scelta dei giudici che i sovrani di Spagna avevano ottenuto da papa Sisto IV, che tuttavia non voleva farsi sfuggire il controllo di tale istituzione.

### Estatutos de limpieza de sangre
Il concetto di limpieza de sangre si sviluppò in Spagna e in Portogallo a partire dalla fine del Quattrocento: il significato rinvia alla qualità dei cosiddetti «vecchi cristiani» in contrapposizione ai «nuovi cristiani», discendenti dagli ebrei (conversos) e dai musulmani convertiti (moriscos), spesso con la forza, di cui si dubitava la sincera accettazione del credo. L'ossessione della purezza del sangue si trascinò per tutto il Cinquecento e il Seicento.
La richiesta di "purezza del sangue" si basava sulla teoria dei fluidi corporei, secondo la quale tutti i fluidi corporei, e in particolar modo il sangue, possiedono alcune qualità morali e trasmettono queste qualità morali alla discendenza .
L'interdizione di accesso ai principali uffici civili ed ecclesiastici spagnoli riguarderà tutti coloro che non potranno dimostrare lo status di limpieza de sangre. Così ogni candidato alle cariche pubbliche doveva dimostrare, con certificati che lo comprovassero, di avere tale qualità. Questi statuti erano documenti, specifici per ciascuna istituzione, di natura privatistica: se, da un lato, i sovrani di Spagna, in generale, non cercheranno di opporvisi, in nessun modo lo stato spagnolo li avrebbe resi di uso generalizzato.
Fu Tomás de Torquemada ad emanare gli Estatutos de limpieza de sangre. A coloro i quali non avevano per la terza generazione antecedente al loro interno consanguinei, ebrei o mori non succedeva nulla, ma chi aveva anche un nonno moro o ebreo veniva considerato impuro ed avrebbe dovuto lasciare la Spagna. Inizialmente, in realtà, si era data la possibilità della conversione, ma molti tra ebrei e Mori facevano finta di essere convertiti e in realtà praticavano in segreto le loro religioni: per questo venivano chiamati marranos (maiali). 
Tuttavia, questa definizione contrastava con il principio cristiano per cui il battesimo avrebbe redento gli umani dai loro peccati: per questo motivo, nel settembre 1449, Papa Niccolò V promulgò la bolla papale Humani generis inimicus, in cui stabiliva parità di dignità e diritti fra "vecchi cristiani" e "nuovi cristiani"; inoltre Papa Niccolò V raccomandò la massima severità contro chi "tormentava i convertiti" .
Come conseguenza degli Estatutos, si ebbe una forte migrazione dalla Spagna di mori ed ebrei. Gli ebrei in particolare si dirigeranno verso l’Italia e le Fiandre.

### Inquisizione
Torquemada riorganizzò e centralizzò (con le famose Istructiones redatte periodicamente dal 1484 al 1498) l'Inquisizione spagnola, che fu istituita nel 1480 e il cui inizio (in Spagna come altrove) era stato tumultuoso, violento e prevaricatorio, stabilendo tribunali a Siviglia, Jaén, Cordova, Ciudad Real e in altre città come Saragozza e Barcellona, in cui peraltro incontrò resistenza. Gli fu successivamente confermata la nomina da Innocenzo VIII, poiché — benché i sovrani fossero infatti autonomi nella scelta dei giudici — il papa si riservava il diritto di controfirmare le nomine.
Torquemada, con l'aiuto degli inquisitori a lui sottoposti (era infatti inquisitore generale di tutta la Spagna e delle colonie), istituì processi molto rigorosi nei confronti di quegli ebrei convertiti al cattolicesimo (marranos) che fossero sospettati di falsa conversione. Nel 1492 il nuovo pontefice Alessandro VI convinse Torquemada a ritirarsi nel convento di Avila, ma anche da lì riuscì a ottenere dai sovrani spagnoli Isabella di Castiglia e Ferdinando II di Aragona, di cui era stato il fidato confessore, l'espulsione degli ebrei dal regno di Spagna.
Dopo tale espulsione si dedicò, con lo stesso rigore, ai processi nei confronti dei musulmani convertiti al cattolicesimo (moriscos) che fossero sospetti di falsa conversione. Come inquisitore generale (nominato dal re in nome del papa, che doveva tuttavia ratificarlo) era a capo del Consejo Supremo de la Santa Inquisición (detto la Suprema), formato da sette membri. La Suprema aveva autorità su 22 tribunali inquisitoriali: 14 in Spagna, 3 in Portogallo, 3 nell'America spagnola, 2 in Italia (Sicilia e Sardegna). Tra gli studiosi si ritiene generalmente che nei quindici anni della sua gestione del tribunale i processi furono 100.000 (18 al giorno) e le condanne a morte 2.000.
Morì nel 1498 e le sue spoglie vennero inumate nel Real Monasterio de Santo Tomás ad Avila.